# Apple A5
Apple A5はAppleによって開発および設計が行われたPoPである。CPUコアとGPUなどの周辺回路を集積したSoCにDRAMダイを重ねたパッケージになっている。本項では、メモリ帯域とGPUの性能を向上させたApple A5Xもまとめて記載する。

## 採用製品

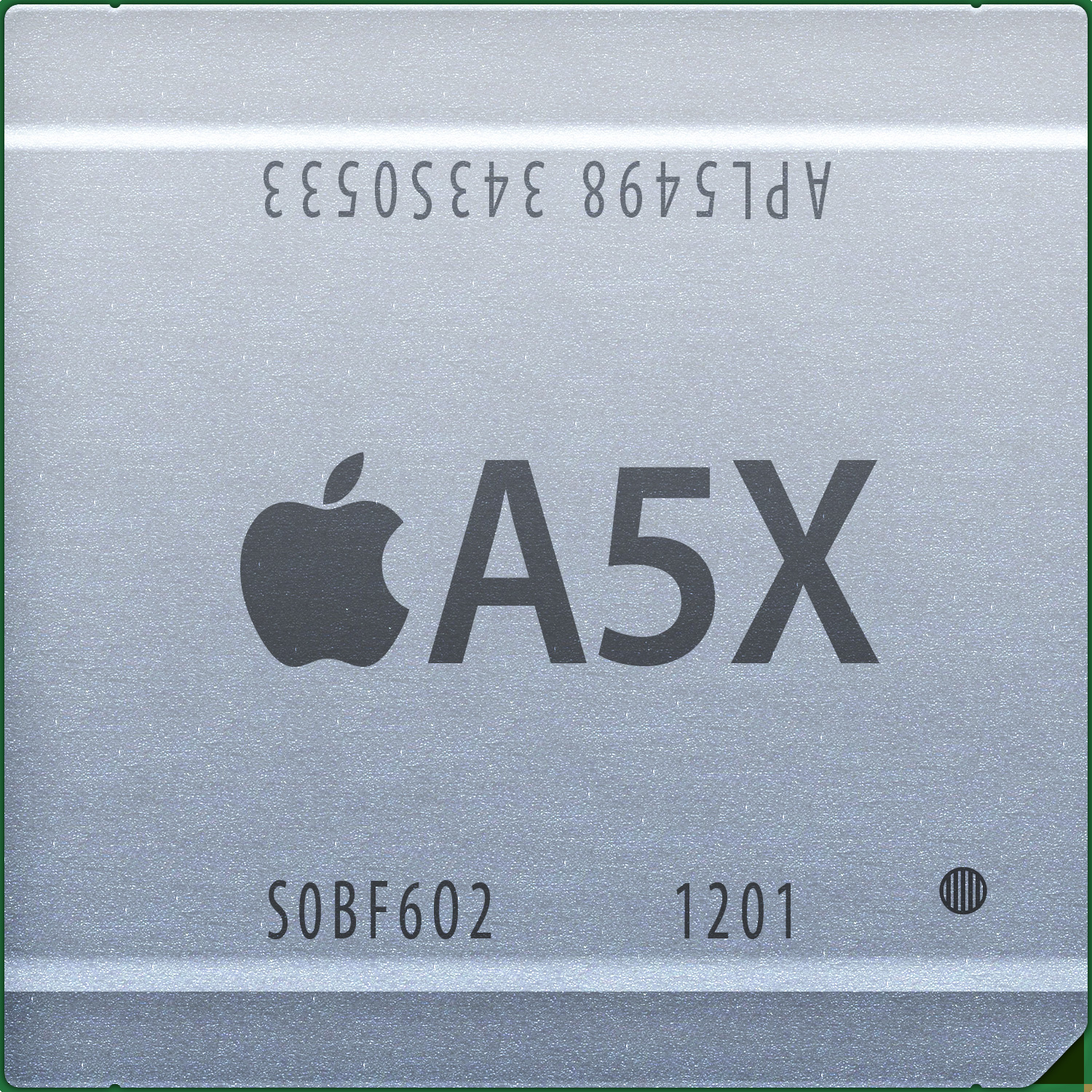
Apple A5Xチップ

- Apple A5 - iPad 2、iPhone 4S、Apple TV（第3世代）、iPod touch（第5世代）、iPad mini (第1世代)
- Apple A5X - iPad (第3世代)

チップ単体での販売はされていない。

## 概要
CPUコアは32ビットARMアーキテクチャベースで、 A4のARM Cortex-A8からCortex-A9へ置き換えられた。iPad 2、iPhone 4S、iPod touch (第5世代)、iPad (第3世代)、iPad mini (第1世代)はデュアルコア。Apple TV第3世代はシングルコア。
GPU は Apple A5 は PowerVR SGX 543MP2 (2コア) 200MHz、Apple A5X は PowerVR SGX 543M4 (4コア) 200MHzを採用している。それぞれ、12.8 GFLOPSと25.6 GFLOPS。
メインメモリは、LPDDR2-800。バス幅はApple A5が64ビット（デュアルチャネル）、Apple A5Xが128ビット（4チャンネル）。メモリ帯域はApple A5が6.4GB/sec、Apple A5Xが12.8GB/sec。メモリ容量は、Apple A5 搭載商品が512MB、Apple A5X 搭載商品が1GB。
電力管理回路を搭載したことによって、A4ではクロック周波数が常時1GHzで動作していたのに対し、A5はアプリケーションの動作によって、クロック周波数を切り替えられ、搭載機器の稼働時間を高めることが可能になった。Apple A4と性能を比較すると、処理性能が2倍、グラフィック性能が9倍とパフォーマンスが大幅に向上している。
製造は、Apple A5の初期版とApple A5XはSamsungの45nmプロセス。45nmのApple A5Xは同プロセスのApple A5と比較して電力消費およびダイサイズは増大しているとみられる。2012年4月以降のApple A5は32nmプロセスで省電力化が図られている。

## 類似プラットフォーム
- AllWinner A1X
- Apple A4, Apple A6, Apple A7
- Exynos - Samsung
- Rockchip
- Snapdragon - Qualcomm
- Texas Instruments OMAP
- NVIDIA Tegra